# سازمان سرمایه‌گذاری عمومی عربستان سعودی
سازمان سرمایه‌گذاری عمومی (عربی: الهیئة العامة للاستثمار، انگلیسی: Saudi Arabian General Investment Authority) یا به اختصار SAGIA در ۱۰ آوریل ۲۰۰۰ در راستای کمک به آزادسازی اقتصادی توسط دولت عربستان سعودی به عنوان یک سازمان دولتی بنیان نهاده شد. این سازمان وظیفه مدیریت فضای سرمایه‌گذاری در پادشاهی سعودی را بر عهده دارد. هدف سازمان فراهم آوردن رشد اقتصادی از طریق ایجاد فضای مناسب کسب و کار، حمایت از سرمایه گذاران و همچینین تقویت سرمایه‌گذاری در بخش‌های کلیدی اقتصاد از جمله انرژی، ترابری و فناوری اطلاعات و شرکت‌های دانش بنیان است.

## برنامه‌ها و چشم‌اندازها

### برنامه «۱۰×۱۰»
هدف اصلی برنامه «۱۰×۱۰» سازمان عمومی سرمایه‌گذاری عربستان سعودی قرار دادن این کشور در بین ۱۰ کشور برتر جذب سرمایه در دنیا در سال ۲۰۱۰ (میلادی) بود. بدین منظور این سازمان، مرکز ملی رقابت (عربی: المرکز الوطنی للتنافسیة، انگلیسی: National Competitiveness Center) را بنایان نهاد که وظیفه مقایسه عملکرد عربستان در ایجاد فرصت‌های سرمایه‌گذاری بر اساس شاخص‌های بین‌المللی رقابت‌پذیری را بر عهده دارد. این مرکز عملکرد عربستان را بر اساس بیش از ۳۰۰ شاخص بین‌المللی از جمله شاخص‌های یاد شده در گزاش کسب و کار (انگلیسی: Doing Business) بانک جهانی، گزارش رقابت‌پذیری جهانی (انگلیسی: Global Competitiveness Report) مجمع جهانی اقتصاد (داووس) و گزارش سالانه رقابت‌پذیری جهان (انگلیسی: World Competitiveness Yearbook) مؤسسه بین‌المللی توسعه مدیریت (IMD)، ارزیابی می‌کند.

### شهرهای اقتصادی
سازمان عمومی سرمایه‌گذاری برای رقابت‌پذیر کردن اقتصاد، ایجاد شغل و همچنین متنوع کردن اقتصاد نفتی عربستان برنامه شهرهای اقتصادی را در نظر گرفته است. هدف این برنامه ایجاد محیط تجاری مناسب در چارچوب مقررات بین‌المللی رقابت‌پذیری برای جذب سرمایه و کسب و کار جدید است.
یکی از شهرهای در حال ساخت این برنامه، شهر اقتصادی ملک عبدالله در شمال جده در کنار سواحل دریای سرخ است که سال اتمام آن ۲۰۲۰ تخمین زده شده است.
برای ساخت این شهرها، سازمان عمومی سرمایه‌گذاری نزدیک به هزار منطقه آزاد اقتصادی در جهان را مورد بررسی قرار داده است. برای مشخص شدن عوامل کلیدی موفقیت این مناطق، ۶۰ مورد از موفق‌ترین مناطق آزاد دنیا جدا شده و مورد مطالعه دقیق تر قرار گرفتند.
اهداف اصلی شهرهای اقتصادی شامل موارد زیر است:
- کمک به توسعه منطقه‌ای،
- دستیابی به تنوع اقتصادی،
- ایجاد شغل،
- افزایش رقابت پذیری در عربستان سعودی.

## مدیریت سازمان عمومی سرمایه‌گذاری
اولین مدیر این سازمان عبد الله بن فیصل سعودی بود که دوران مدیرت وی از بدو تأسیس سازمان در سال ۲۰۰۰ تا سال ۲۰۰۴ بود.
امر دباغ مدیر بعدی این سازمان از ۲۲ مارس ۲۰۰۴ تا ۱۸ می ۲۰۱۲ بود. مدیریت این سازمان را از سال ۲۰۱۲ تا کنون عبدالله ال عثمان برعهده دارد.